# Caryophyllia sarsiae
Caryophyllia sarsiae is een rifkoralensoort uit de familie Caryophylliidae. De wetenschappelijke naam van de soort is voor het eerst geldig gepubliceerd in 1974 door Zibrowius.